# Basiphyllaea wrightii
Basiphyllaea wrightii là một loài thực vật có hoa trong họ Lan. Loài này được (Acuña) Nir mô tả khoa học đầu tiên năm 2000.